# Psicologia del quislingismo
Psicologia del quislingismo è un saggio del 1940 dello psicoanalista Ernest Jones. Il saggio fu scritto ad un anno dall'inizio della seconda guerra mondiale, quando le truppe tedesche avevano occupato molte nazioni dell'Europa continentale insediandovi governi fantoccio. Nelle democrazie occidentali rimaste libere, si designavano con l'appellativo "quisling" quegli uomini che, nei paesi che venivano via via invasi dal Terzo Reich, perseguivano politiche collaborazioniste. Il termine, usato in senso dispregiativo, deriva dal nome di Vidkun Quisling, il capo del governo fantoccio collaborazionista nella Norvegia occupata dai nazisti.

## Temi del libro
Nel saggio di Jones, si parla di "quislingismo" in riferimento all'atteggiamento compiacente di chi, attraverso vari gradi di comportamento, ha difficoltà "non tanto ad affrontare, quanto a riconoscere il proprio nemico", definendo come nemico "qualcuno i cui interessi e sforzi seguono una direzione diametralmente opposta a quelli propri, per cui, l'unico atteggiamento che può esistere nei suoi confronti è di opposizione".
Secondo Jones, il morale della popolazione civile era uno dei fattori decisivi da cui sarebbe dipeso l'esito della guerra, il quislingismo era perciò un elemento importantissimo della psicologia delle masse, al punto da poter essere considerato la vera arma segreta di Hitler, o meglio, "la più apprezzabile" (e foriera di successi) delle armi segrete. Uno degli ingredienti del successo del quislingismo, è che "le sue vittime non si accorgono del processo cui vengono sottoposte, cosicché esso rimane segreto ancor più per costoro che per chi lo mette in atto".
Jones, mettendo da parte i quisling veri e propri (cioè la psicologia di quei singoli uomini di Stato che hanno collaborato con un nemico invasore, o sono stati protagonisti di governi fantoccio), descrive i vari livelli di un atteggiamento delle masse contrassegnato da negazione o di approvazione dell'aggressività che il nemico ostenta contro il loro stesso paese. A un estremo di questo spettro di comportamenti secondo lo studioso vi sono "gli abitanti dei bassifondi" (in altri termini il sottoproletariato), che immaginano che la loro esistenza non peggiorerebbe sotto il dominio nazista, poi coloro che evadono dalla realtà, immaginando che la guerra non ci sarà o che non sarà necessaria, e che comunque ogni controversia con l'invasore possa essere discussa e risolta pacificamente. Allo scalino successivo, Jones colloca coloro che riconoscono al nazismo un certo grado di aggressività, limitata e suscettibile di essere “sventata” attraverso la concessione di un certo sfogo. Ad un livello ulteriore si colloca colui che considera l'aggressività come giustificata e niente affatto selvaggia come si vorrebbe.
A sostegno di ciò, afferma che anche altri popoli si sarebbero comportati analogamente ai tedeschi, qualora si fossero visti precludere il godimento di una parte del paese (come per i Tedeschi la Renania), o l'unione a loro compatrioti (nel caso dei Tedeschi: gli Austriaci e le popolazioni germaniche residenti nella regione dei Sudeti). Ci sono poi coloro che ammirano il regime nazista e le sue presunte realizzazioni. Jones non indica altre categorie, ma fa notare che, per giungere al vero e proprio quisling, occorre che intervengano altri fattori. Ci sono due categorie di persone che risultano soggette più di altre ad evolvere verso il vero e proprio quislingismo: gli insoddisfatti e gli insicuri, due elementi che possono anche coesistere. Nell'Austria occupata, l'infiltrazione nazista avrebbe fatto breccia soprattutto tra le persone insoddisfatte e ambiziose, più spesso giovani impiegati in ditte, banche o uffici governativi. Può intervenire anche un elemento di ambizione insoddisfatta nei giovani rampolli delle classi benestanti, dove i timori che i privilegi di classe siano messi in discussione "da presunte tendenze bolsceviche".
Il libro non accenna in nessun modo al "quislingismo" di altri segni, ovvero nei paesi occupati dalle forze dell'altro campo ("badoglianismo"), ed esclude a priori che le popolazioni dei paesi in esame fossero effettivamente più libere rispetto alla loro situazione politica preesistente.

## Valore del saggio dopo 60 anni
Oggi il saggio viene ancora citato come riferimento teoretico per analisi psicoanalitiche di condizioni conflittuali relative sia al periodo della guerra fredda che analisi più generali che arrivano a valutare le differenze fra la guerra totale nazista e i nuovi scenari mondiali dopo l'11 settembre.